# Liste der Kleinen Fächer
Die Liste der Kleinen Fächer gibt einen Überblick über Kleine Fächer an deutschen Universitäten.
„Kleines Fach“ ist ein Begriff der deutschen Hochschulpolitik. Er umfasst Lehrfächer an Hochschulen, die über wenig Professuren und Standorte verfügen. Die Kleinen Fächer werden im Auftrag der Hochschulrektorenkonferenz von der Arbeitsstelle Kleine Fächer (ab 1997 in Potsdam, seit 2012 an der Universität Mainz angesiedelt) für Deutschland kartiert und jährlich aktualisiert.
Die Hochschulrektorenkonferenz schreibt, dass Kleine Fächer nicht nur die Fächervielfalt an Universitäten gewährleisten, sondern auch differenzierte Forschungsdesigns ermöglichten. Sie seien jedoch durch Einsparungen im Hochschulbereich und die Umstellung durch die Bologna-Reform teilweise in ihrer Existenz bedroht.
Kleine Fächer in diesem Sinne sind (Stand: Nov. 2020):

## A
- Abfallwirtschaft
- Afrikanistik
- Ägyptologie
- Albanologie
- Allgemeine Rhetorik
- Allgemeine Sprachwissenschaft
- Allgemeine und Vergleichende Literaturwissenschaft
- Altamerikanistik
- Alte Geschichte
- Altorientalistik
- Angewandte Kernphysik, ein Sammelbegriff für Kerntechnik und ähnliche energienahe Studiengänge[4]
- Anthropologie
- Arabistik
- Arbeitswissenschaft
- Archäologie des Mittelalters und der Neuzeit
- Archäometrie
- Archäozoologie
- Äthiopistik
- Außereuropäische Geschichte[5]

## B
- Baltistik
- Bauforschung/Baugeschichte
- Bergbau
- Bibliotheks- und Informationswissenschaft
- Biblische Archäologie
- Biodiversität
- Bioinformatik
- Biophysik
- Biostatistik
- Blinden- und Sehbehindertenpädagogik
- Bodenkunde
- Buchwissenschaft
- Byzantinistik

## C
- Christliche Archäologie
- Christlicher Orient
- Computerlinguistik

## D
- Dänisch
- Demografie
- Denkmalpflege
- Deutsch als Fremd- und Zweitsprache
- Digital Humanities

## E
- Eisenbahnwesen
- Erdöl-Ingenieurwesen
- Ethik der Medizin
- Europäische Ethnologie/Volkskunde

## F
- Filmwissenschaft
- Finnougristik und Uralistik
- Frisistik

## G
- Gebärdensprachdolmetschen und -übersetzen
- Gebärdensprache
- Gehörlosen- und Schwerhörigenpädagogik
- Geochemie
- Gerontologie
- Geschichte der Medizin
- Gießereitechnik
- Glaziologie
- Gräzistik

## H
- Hauswirtschaftswissenschaft
- Hebammenwissenschaft
- Historische Geographie
- Historische Grundwissenschaften
- Holzwirtschaft

## I
- Indogermanistik
- Indologie
- Industrial Design
- Industriearchäologie/Industriekultur
- Interkulturelle Kommunikation
- Iranistik
- Islamische Kunstgeschichte
- Islamische Theologie
- Islamwissenschaft

## J
- Japanologie
- Jiddistik
- Journalistik
- Judaistik
- Jüdische Theologie

## K
- Kartographie
- Kaukasiologie
- Keltologie
- Kirchenmusik
- Klassische Archäologie
- Klinische Linguistik
- Koptologie
- Koreanistik
- Kriminologie
- Kristallographie
- Kunstpädagogik

## L
- Lagerstättenlehre
- Landes- und Regionalgeschichte
- Lateinamerikanistik
- Latinistik
- Lebensmittelchemie
- Lusitanistik

## M
- Markscheidewesen
- Medieninformatik
- Medizinische Physik
- Metallurgie
- Mineralogie
- Mittellatein
- Mode- und Textilwissenschaft
- Mongolistik
- Motologie
- Museologie[6]
- Musikpädagogik
- Musiktherapie

## N
- Neogräzistik
- Neuroinformatik
- Neurolinguistik
- Niederdeutsch
- Niederlandistik
- Numismatik

## O
- Ökosystemleistungen
- Orthodoxe Theologie
- Ostasiatische Kunstgeschichte
- Ostasienstudien
- Osteuropäische Geschichte
- Osteuropastudien

## P
- Paläontologie
- Papyrologie
- Pflegewissenschaft
- Phonetik
- Provinzialrömische Archäologie
- Public Health
- Public History

## R
- Religionswissenschaft
- Restaurierungswissenschaft
- Rumänistik

## S
- Schiffstechnik
- Semiotik
- Semitistik
- Sexualwissenschaft und -medizin
- Sinologie
- Skandinavistik/Nordistik
- Sorabistik
- Sportökonomie
- Sporttechnologie
- Sprachlehrforschung
- Sprechwissenschaft
- STS - Science and Technology Studies
- Südasienstudien
- Südostasienstudien
- Südosteuropastudien

## T
- Tanzwissenschaft
- Technikgeschichte
- Textiltechnik
- Thaiistik
- Theaterwissenschaft
- Tibetologie
- Turkologie

## U
- Umformtechnik
- Ur- und Frühgeschichte

## V
- Versorgungsforschung
- Verwaltungswissenschaft
- Vietnamistik
- Vorderasiatische Archäologie

## W
- Werkstofftechnik Glas und Keramik
- Wirtschafts- und Sozialgeschichte
- Wissenschaftsgeschichte
- Wissenschaftstheorie und -philosophie

## Z
- Zukunftsforschung